# بيدرو سانتانا (لاعب كرة قاعدة)
بيدرو سانتانا (بالإنجليزية: Pedro Santana)‏ هو لاعب كرة قاعدة دومينيكاوي، ولد في 21 سبتمبر 1976 في سان بيدرو دي ماكوريس في جمهورية الدومينيكان.

## وصلات خارجية
- بيدرو سانتانا على موقعبيزبول رفرنس.كوم (الدوري الرئيسي) (الإنجليزية)